# Amphisbaena cegei
Amphisbaena cegei är en ödleart som beskrevs av  Montero, Sáfadez, Álvarez 1997. Amphisbaena cegei ingår i släktet Amphisbaena och familjen Amphisbaenidae. Inga underarter finns listade i Catalogue of Life.